# Bemba (popolo)
L'etnia Bemba è una etnia Bantu, originaria del Congo settentrionale, vivono nello Zambia nord-orientale (nelle province di Luapula e Muchinga) e nelle zone limitrofe di Repubblica Democratica del Congo e Zimbawe.
Parlano la lingua omonima, che è usata come lingua franca.

## Storia

Bandiera etnica dei Bemba

### Prima del 1808
I Bemba sono un popolo Bantu dello Zambia.
La loro storia documentata comincia con i primi esploratori portoghesi tra il 1484 e il 1485 con la spedizione guidata da Diogo Cão.
La gran parte della storia documentata Bemba, particolarmente di quella recente, è la sintesi di diverse fonti, tra cui quelle orali, scritte dei primi periodi imperiali e spedizioni coloniali prima e dopo la conferenza di Berlino nella regione.